# La Expedicion
La Expedicion é um reality show mexicano produzido pela rede Televisa e exibido pelo Canal de las Estrellas. Estreou em 10 de outubro de 2010.